# Próba Webera
Próba Webera (ang. Weber test) – subiektywna metoda badania słuchu polegająca na przyłożeniu wprawionego w drgania stroika do czoła lub szczytu czaszki pacjenta. Zadaniem chorego jest określenie w którym uchu dźwięk słyszany jest głośniej. W przypadku zdrowych badanych dźwięk słyszany jest jednakowo w obu uszach. Badanemu z przewodzeniowym uszkodzeniem słuchu (czyli związanym z zaburzeniem ucha środkowego i zewnętrznego) dźwięk wyda się głośniejszy w chorym uchu. Dzieje się tak ponieważ do ucha zdrowego dochodzą fale akustyczne zarówno drogą przewodnictwa kostnego jak i powietrznego, które wzajemnie interferują powodując zmniejszenie amplitudy fali. Taka sytuacja może być nawet uzyskana eksperymentalnie poprzez zatkanie jednego ucha palcem. Natomiast chory z odbiorczym uszkodzeniem słuchu będzie lepiej słyszał stroik w uchu zdrowym.
Próbę jako pierwszy opisał w 1834 roku niemiecki fizjolog Ernst Heinrich Weber.